# Алефіренко Даниїл Сергійович
Даниїл Сергійович Алефіренко (нар. 19 квітня 2000, Харків, Україна) — український футболіст, нападник ковалівського «Колосу». Виступав за молодіжну збірну України.

## Клубна кар'єра
Народився в Харкові, вихованець молодіжної академії «Металіста». У дорослому футболі дебютував 2016 року в чемпіонаті Харківської області виступами за СК «Металіст» (Харків).
У липні 2017 року перейшов до «Зорі», де спочатку виступав за юнацьку та молодіжну команду клубу. На офіційному рівні у футболці першої команди луганців дебютував 11 квітня 2021 року в переможному (2:0) домашньому поєдинку 21-го туру Прем'єр-ліги проти петрівського «Інгульця». Даниїл вийшов на поле на 90-ій хвилині, замінивши Артема Громова.
У січні 2023 року приєднався до складу одеського «Чорноморця».

## Кар'єра в збірній
На початку травня 2018 року отримав виклик до юнацької збірної України (U-18) для участі в міжнародному турнірі «Кубок Словаччини». 8 травня 2018 року дебютував за юнацьку збірну на вище вказаному турнірі в програному (0:3) поєдинку проти однолітків з Чехії, в якому вийшов на поле в другому таймі. Окрім вище вказаного матчу зіграв на турнірі ще два поєдинки, проти Казахстану (4:1) та Уельсу (5:0).
На початку березня 2021 року головний тренер молодіжної збірної України Руслан Ротань викликав Даниїла Алефіренка на тренувальний збір, під час якого українці виступали на Antalya Cup 2021. У футболці молодіжної збірної України дебютував 27 березня 2021 року в нічийному (1:1) поєдинку кубку Анталії проти олімпійської збірної Узбекистану. Алефіренко вийшов на поле в стартовому складі. 29 березня 2021 року виходив на поле в програному (2:3) поєдинку проти молодіжної збірної Словаччини.